# Tygelsjö
Tygelsjö is een plaats en buitenwijk van de gemeente Malmö in het landschap Skåne en de provincie Skåne län. De plaats heeft 1862 inwoners (2005) en een oppervlakte van 91 hectare. De plaats is ook onderdeel van het stadsdeel Limhamn-Bunkeflo een van de 10 stadsdelen waarin de gemeente Malmö is op gedeeld.